# Bateria de nanofios
Uma bateria de nanofios é uma bateria de íon lítio inventada pela equipe liderada por Dr. Yi Cui da Universidade Stanford em 2007.  A invenção da equipe consiste num ânodo de aço inoxidável coberto por nanofios de silício, substituindo o tradicional ânodo de grafite. O silício, que é capaz de armazenar dez vezes mais lítio que o grafite, permite uma densidade de energia muito maior no ânodo, reduzindo a massa da bateria. A grande área superficial permite um rápido carregamento e descarga desta bateria.

## Design
Os tradicionais ânodos de silício foram alvo de pesquisas e depois descartados devido à tendência do silício de fraturar e se tornar inutilizável pois este se misturava ao lítio durante sua operação. As baterias de nanofios não possuem este defeito. De acordo com Dr. Cui, sua bateria experimental atingiu uma densidade dez vezes maior no primeiro carregamento e patinou em uma densidade oito vezes superior nas recargas seguintes. Para tirar vantagem deste avanço na tecnologia dos ânodos, um avanço equivalente nos cátodos é necessário para que se atinja uma densidade de armazenamento ainda maior.
A comercialização das baterias de nanofios está programada para ter início em 2012 com um custo equivalente ou até menor por watt-hora que o das baterias de íon lítio tradicionais. O próximo avanço, o teste da vida útil, deve ser concluído e a equipe do Dr. Yi Cui espera atingir no mínimo mil ciclos de recargas das baterias de nanofios.
Em setembro de 2010, a equipe do Dr. Yi Cui demonstrou que 250 ciclos de recarga são possíveis antes que a capacidade de carga caia abaixo dos 80 % de sua capacidade de armazenamento original. Esta equipe almeja atingir 3.000 ciclos de recarga por volta de 2012. Alcançar esta meta tornaria o uso das baterias de nanofios viável para o uso em veículos elétricos. Um protótipo para sua utilização em celulares e outros dispositivos eletrônicos foi criado em 2011.

## Problemas potenciais
A grande área superficial dos nanofios, que permite uma grande taxa de carregamento, possui uma desvantagem: reações adversas heterogêneas. Elas ocorrerão quando os nanofios no eletrodo negativo forem reduzidos a +0.8 V, ponto em que o eletrólito se torna termodinâmicamente instável e se começa a se desgastar. O resultado será um filme de produtos decompostos que cobrem a superfície dos nanofios. Esta cobertura, chamada de "interfase sólida do eletrólito" está presente em todas as baterias de íon lítio que utilizam os eletrólitos convencionais e eletrodos de baixa voltagem como o grafite e o silício. Tipicamente, as partículas ativas no lado negativo do eletrodo (grafite) possuem por volta de 10 mícrons em diâmetro. Embora tamanhos maiores possuam a desvantagem de terem superfícies e potências reduzidas, essas dimensões amplificadas são necessárias para se reduzir a quantidade de interfase sólida do eletrólito formada (que é proporcional à área superficial). Mesmo assim, entre 5% e 10% do lítio de uma bateria de íon lítio acaba sendo convertido em interfase sólida do eletrólito, levando a uma perda de irreversível da capacidade original (a fonte primária do lítio em uma célula é o eletrodo positivo, tal como o LiFePO4.)  Felizmente, a formação da interfase sólida do eletrólito é autoinibidora, e após o primeiro ciclo de perda irreversível da capacidade original ela se torna bem pequena.
Por outro lado, um nanofio pode possuir uma área superficial por volume unitário várias ordens de magnitude superior a uma partícula de 10 mícrons, o que pode resultar em muito mais interfase sólida do eletrólito - exceto pelo fato de que não há lítio o bastante no eletrodo positivo para produzir tal quantidade de interfase sólida do eletrólito.  O resultado dessa perda de lítio seria uma perda de capacidade drástica. Por exemplo, se a eficiência em coulombs é de 99.9%, muito superior ao afirmado pelos pesquisadores, então 0.1% do lítio é perdido em cada ciclo para o filme de interfase sólida do eletrólito. Para 5.000 ciclos (o mínimo necessário para um veículo híbrido carregável), o lítio ativo restante seria reduzido a um montante inferior a 1% da quantidade original presente no cátodo.
No entanto, as baterias de nanofios podem passar por centenas de ciclos em meia-células. Em uma meia-célula, um eletrodo composto por um pedaço de metal de lítio seria reciclado contra os nanofios. Como em uma meia-célula há uma estoque de lítio quase ilimitado, a perda de capacidade poderia ser evitada. Tais meia-células, porém, não teriam valor comercial algum.
Há alguns métodos de se reduzir a perda irreversível da capacidade, por exemplo, pré-formando a interfase sólida do eletrólito antes da montagem da célula. Porém, este processo não é executado comercialmente devido ao alto custo da adição desta etapa ao processo de manufatura. Porém, a descoberta de uma interfase sólida do eletrólito artificial barata e eficiente (eficiência coulombiana > 99.99%) tornaria a bateria de nanofios uma maneira viável de aumentar a capacidade do eletrodo negativo substancialmente. Isto levaria a uma melhoria modesta porém significativa da célula como um todo.